# هادی عزیزی
هادی عزیزی (زاده ۲۷ ژانویهٔ ۱۹۹۰) یک بازیکن فوتبال اهل ایران است.